# Temnata dupka
Temnata dupka (bułg. Темната дупка) – jaskinia znajdująca się w zachodniej Bułgarii, w zachodniej części pasma Przedbałkanu, w pobliżu wsi Gara Łakatnik. Paleolityczne stanowisko archeologiczne.
Jaskinia znajduje się w masywie zbudowanym z wapienia nad rzeką Iskyr; wejście do niej znajduje się na wysokości 27 metrów. Wewnątrz składa się ze skomplikowanego labiryntu korytarzy i galerii z podziemnymi ciekami wodnymi; występują nacieki w postaci stalagnatów i stalaktytów. Fauna jaskiniowa reprezentowana jest przez 17 stygobiontycznych gatunków mięczaków, skorupiaków i chrząszczy.
Jako stanowisko archeologiczne przebadana po raz pierwszy w 1912 roku przez Iwana Buresza. W latach 80. XX wieku prace w jaskini prowadziła polsko-bułgarsko-francuska misja archeologiczna. W trakcie wykopalisk odkryte zostały szczątki fauny plejstoceńskiej (m.in. wilk, mamut, tur, renifer, niedźwiedź jaskiniowy) oraz paleolityczne narzędzia kamienne. Długa sekwencja warstw kulturowych obejmuje poziomy środkowopaleolityczne (ok. 180–67 tys. lat temu), przejściowe dokumentujące przejście z technologii lewaluaskiej w górnopaleolityczną (ok. 50 tys. lat temu), oryniackie (ok. 30 tys. lat temu) i graweckie (ok. 30–21 tys. lat temu). W warstwie datowanej na 33 tys. lat temu odkryto popiół wulkaniczny pochodzący z prehistorycznych erupcji wulkanicznych na obszarze środkowych Włoch.